# Hoắc Thành
Hoắc Thành (tiếng Trung: 霍城县; bính âm: Huòchéng Xiàn; Uyghur: قورغاس ناھىيىسى‎, ULY:  K̡orƣas Nah̡iyisi, UPNY:  Qorghas Nahiyisi?) là một huyện của Châu tự trị dân tộc Kazakh - Ili (Y Lê), khu tự trị Tân Cương, Trung Quốc. Huyện nằm giữa thành phố Y Ninh và biên giới với Kazakhstan. Phía bắc của thành phố là dãy Thiên Sơn, phía nam nằm cạnh sông Ili. Trên địa bàn Hoắc Thành có di tích quan trọng là Almaliq cổ.

### Trấn
- Vĩnh Định (永定镇)
- Thanh Thủy Hà (清水河镇)
- Lô Thảo Câu (芦草沟镇)
- Huệ Viễn (惠远镇)
- Tát Nhĩ Bố Lạp Khắc (萨尔布拉克镇)

### Hương
- Lan Can (兰干乡)
- Tam Đạo Hà (三道河乡)
- Đại Tây Câu (大西沟乡)

### Hương dân tộc
- Hương dân tộc Hồi - Tam Cung (三宫回族乡)
- Hương dân tộc Tích Bá - Y Xa Thiện (伊车嘎善锡伯族乡)